# Arguedas
Para información sobre el escritor peruano ver: José María Arguedas
Arguedas es un municipio español con categoría histórica de villa perteneciente a la Comunidad Foral de Navarra, situado en la merindad de Tudela, en la Ribera de Navarra a medio camino entre Pamplona y Zaragoza. Su población en 2024 fue de 2303 habitantes (INE).

## Símbolos
El escudo de armas de la villa de Arguedas tiene el siguiente blasón:

Trae de plata y un castillo de plata almenado, donjonado de tres torres, la de en medio mayor, almenada de cuatro almenas, las laterales de tres Y adjurado de plata entre dos 
pinos. Por timbre una corona abierta. 

En las vidrieras del palacio de Palacio de Navarra el fondo del escudo es de gules, si bien la corona debe figurar como timbre. Ofrece la anomalía de figurar metal sobre metal, que contraviene las leyes de la Heráldica.

## Toponimia
Según Joan Corominas es una palabra celta, Árecrita, que significaría ‘al este de la divisoria de aguas’, en referencia a la ubicación de la población al este del río Ebro, que hace de separación entre Navarra y La Rioja. Habría evolucionado así: Árecrita > Ácrita > Arguedas con cambio en la posición del acento. Sería la misma palabra celta que dio el topónimo Ágreda en la provincia de Soria. En la documentación antigua aparece como Argedas (1097, NEN) y Arguedas (1087, NEN).
Se ha propuesto una relación del topónimo con la ciudad celtíbera de Arekoratas, que acuñó moneda en el siglo I a. C., aunque ninguna moneda de esta ceca se ha encontrado en el término municipal de Arguedas.

## Geografía
Integrado en la comarca de Ribera Navarra, se sitúa a 81 kilómetros de Pamplona. El término municipal está atravesado por la carretera autonómica NA-134, que permite la comunicación con Tudela y Valtierra, y por una carretera local que conecta con el Parque Natural de las Bardenas Reales. 
El municipio está situado al norte de la ribera del Ebro y cuenta con una parte llana al sur y otra montañosa al norte definida por la Sierra del Yugo. La altitud oscila entre los 497 metros (pico Yugo) y los 260 metros al sur, en la zona inundable cercana al Ebro. El casco urbano, que se alza a 263 metros de altitud, se encuentra ubicado entre el inicio de las Bardenas Reales y la orilla norte del Ebro, dándose la característica de que la cota de altitud de algunas de sus zonas es inferior a la del propio río Ebro, siendo ejemplo el barrio de Venecia (nombre dado popularmente debido a las inundaciones sufridas).[cita requerida]
| Noroeste: Valtierra | Norte: Bardenas Reales y Valtierra (exclave) | Nordeste: Bardenas Reales |
| Oeste: Valtierra    |                                              | Este: Bardenas Reales     |
| Suroeste: Tudela    | Sur: Tudela                                  | Sureste: Bardenas Reales  |

La localidad más próxima es la de Valtierra, con la que limita al oeste y al norte, compartiendo un polígono industrial.[cita requerida] Además, el término municipal limita también al este con el territorio de las Bardenas Reales (comunidad tradicional no adscrita a municipio alguno) y al sur con el de Tudela.

## Historia

### Edad Antigua

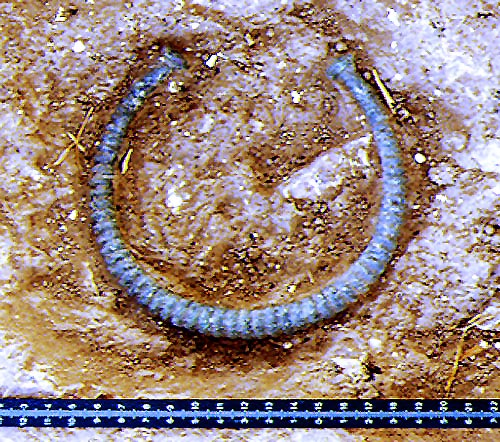
Torque celtíbero hallado en Arguedas.

Existen, tras diversas excavaciones, referencias muy antiguas de pobladores de estas tierras. En las Bardenas se han encontrado restos de poblados del 4.500 a. c. y, ya más cerca de la actual Arguedas, a pocos kilómetros, en el cerro de Castejón se han hallado varios poblados de la Edad del Hierro.
Junto a estos poblados se encontró la necrópolis celta donde se incineraban a sus habitantes.
Estos poblados, excavados inicialmente en 1942, sitúan uno de ellos en la primera Edad del Hierro (unos 1200 años a. c.), el cual tenía cabañas de madera y barro, en él se han encontrado vasos de cerámica, huesos de ganado, instrumentos de hueso y asta entre otros restos. El segundo poblado, de la segunda  Edad del Hierro (300 años a. c.), era una aldea sin fortificaciones con viviendas rectangulares de muros de adobe, donde se ha hallado cerámica celtibérica.[cita requerida]
En el mismo cerro, también se han encontrado restos de un poblado romano, de entre los siglos I al III. Esta aldea, de tipología anárquica, se fundamentaría en construcciones de mampostería asentada en barro, cubiertas de ramajes. De esta época se han encontrado escasos restos de vasijas, así como alguna moneda de Tiberio. Estos restos romanos, fueron encontrados en el montículo que se yergue sobre Arguedas, y que hoy es conocido por el nombre de Balconico de los Moros, en la misma ubicación se han hallado restos de una columna romana, así como ídolos mitológicos de bronce, que indicarían la posibilidad de la existencia de una mansión romana en dicho lugar. Es lógico suponer que este espacio era propicio para asentamientos humanos por su interesante situación estratégica, con respecto al valle del Ebro e inicio del camino de acceso a las Bardenas.[cita requerida]

### Edad Media

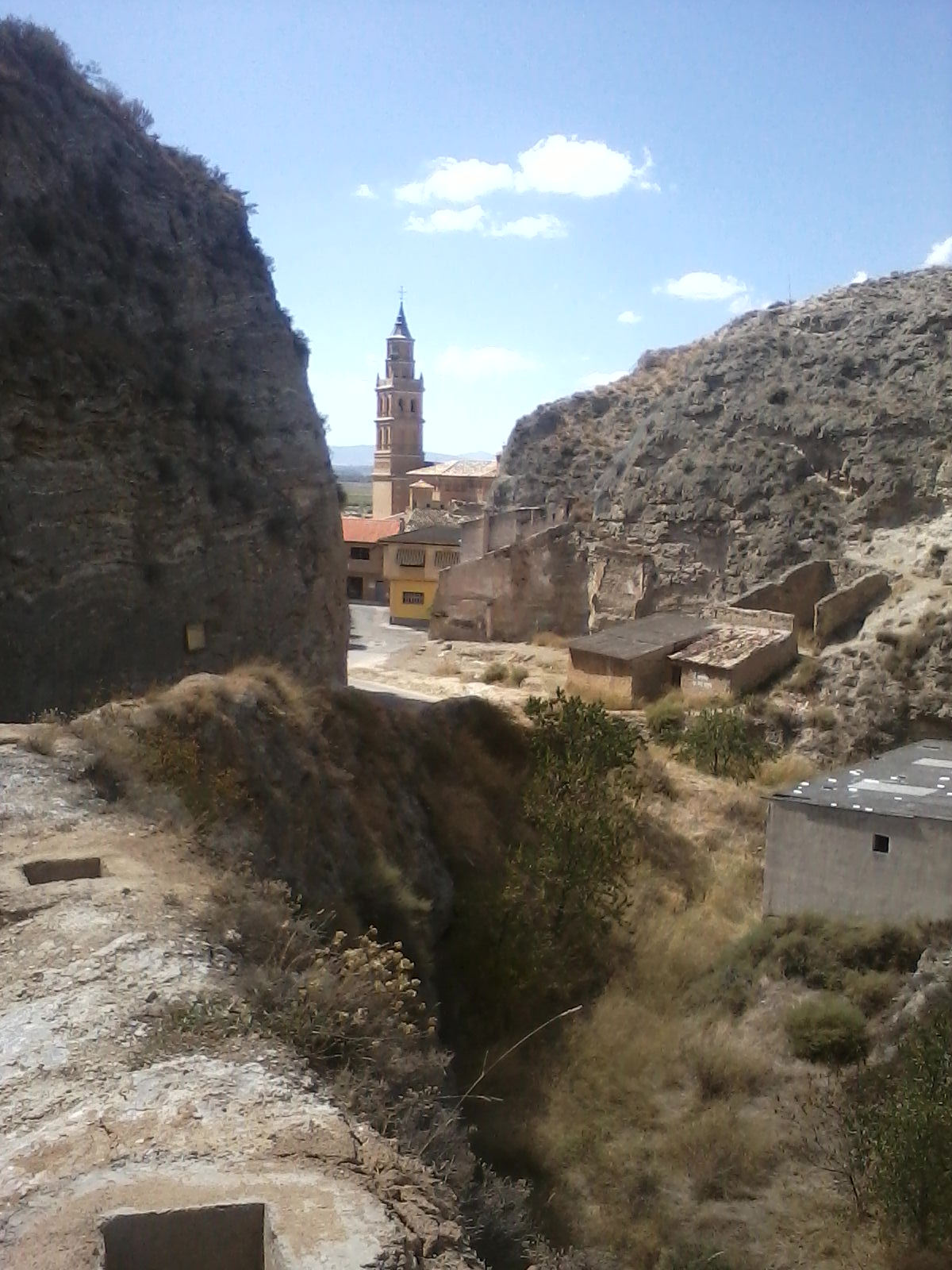
Panorámica de Arguedas vista desde el camino que va a la ermita de la Virgen del Yugo

Sí se puede afirmar que Arguedas y su castillo sobre el cerro existían desde la mitad del siglo IX. En el año 1084 el rey Sancho Ramírez (rey de Pamplona y Aragón) conquistó la villa junto con otros territorios bajo dominio musulmán del valle del Ebro. 
Sobre el siglo XI y XII, hay noticias históricas de Arguedas de 1093, cuando el rey Sancho Ramírez dona la iglesia de San Esteban Protomártir de Arguedas, al monasterio de San Ponce de Torneras. Tras la separación entre el Reino de Pamplona y el de Aragón con García Ramírez el Restaurador en 1134, Tudela y su comarca pasaría a formar parte del Reino de Pamplona siendo invadida en 1172 por el rey aragonés Alfonso II de Aragón quien anexionó villa y castillo a su reino concediendo a Arguedas diversas tierras circundantes, para ser reintegrada, años más tarde, en el reino navarro por Sancho el Sabio.[cita requerida]
Ya en el siglo XIII y en un alarde precursor de lo que actualmente son denominadas mancomunidades de servicios, Arguedas junto a otras dos villas cercanas, Valtierra y Cadreita, hicieron en 1221 hermandad para defenderse de cuantos hombres les quisiesen hacer daño y para establecer normativas de uso de los riegos.[cita requerida] También se conoce que en 1254, se devolvió a Arguedas el uso de diversas tierras en las Bardenas y el monte, que los reyes Sancho el Fuerte y Teobaldo I, habían despojado a la villa.[cita requerida]
Los primeros datos de población se encuentran en el siglo XIV, siglo de pestes, guerras y calamidades. En 1353 había en Arguedas 191 hogares, dos de ellos moros, pero 13 años después en 1366 se había reducido a 120, incluidos los 12 hidalgos, y 13 años más tarde, en 1379, había en Arguedas sólo 30 fuegos (fuego es una medida de población, que se corresponde a hogar o familia, que equivaldría a un número entre 3 y 5 habitantes).[cita requerida]

### De la Edad Media a nuestros días

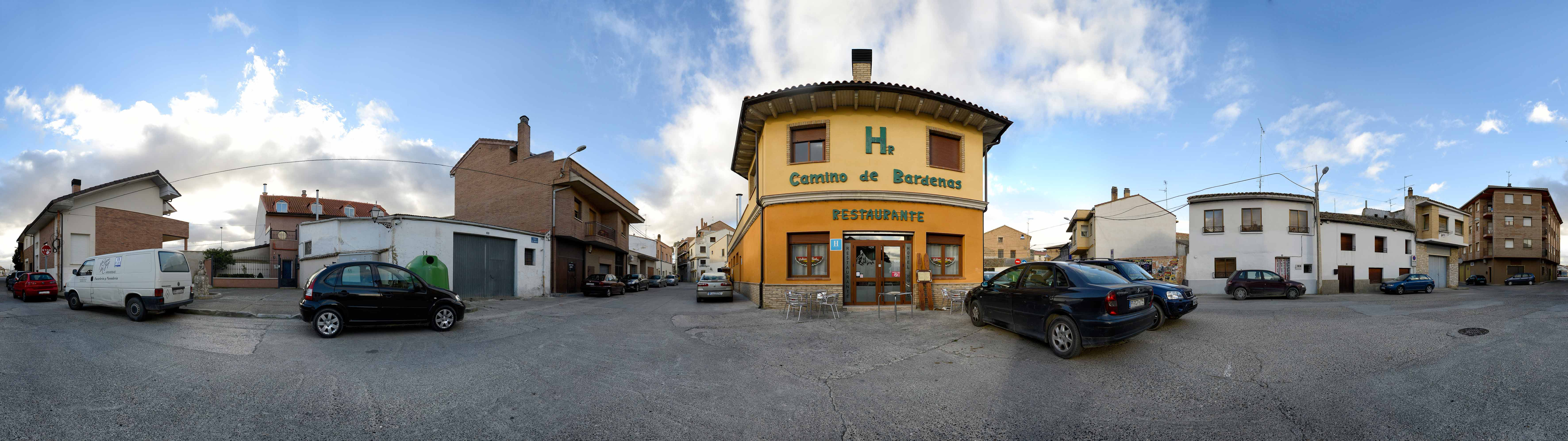
Panorámica de la plaza de la Noria

Ya en el siglo XV; nos encontramos que el rey Juan II, donó en 1456 el pueblo de Arguedas y su castillo a Mosén Martín de Peralta, canciller del reino y merino de la Ribera, en consideración a los muchos servicios que hizo en la guerra contra el príncipe de Viana. Años más tarde, el pueblo logró que su hijo Martín, renunciara a estos derechos en 1491, agregando el rey Juan III, al final de dicho año, Arguedas al patrimonio real, concediéndole el privilegio de proponer tres personas para alcalde, de las cuales el rey eligiese una, y que ésta, con el baile, ejerciese la jurisdicción y administrase justicia.
Ya en el siglo XVI, con posible origen en la anexión del Reino de Navarra a Castilla por parte de Fernando el Católico, en 1512, se llevó a cabo en diversas villas del reino la destrucción de diversas fortalezas y castillos navarros de alto poder estratégico, por orden del mismo rey, siendo el Castillo de San Esteban de Arguedas uno de los afectados por la demolición. En el ámbito de la anexión, Fernando el Católico confirmó ciertos privilegios poseídos por la villa de Arguedas, en carta fechada en 1514 en Segovia.
En 1608, ya en el siglo XVII, Arguedas obtuvo asiento las Cortes de Navarra y en 1665 se le concedieron nuevos privilegios, entre ellos el de nueva forma de gobierno municipal, y el disfrute de la Bardena, como lo tenía Tudela, por lo cual pagó la villa 800 ducados.
Ya en el siglo XIX se conoce que en la villa había fábricas de salitre, jabón y alfarería, un hospital y dos posadas. También matadero y dos escuelas, una de niños y otra de niñas. En el pueblo había un molino de aceite, otro harinero, e industria doméstica de lienzos. Cada año se cultivaban 6000 robadas y había más de 14 000 de pastos de monte.
El siglo XIX fue año de epidemias, el cólera afecto a la villa en varias ocasiones, de forma muy fuerte en 1834 con 80 adultos fallecidos, y en 1855 con 72 defunciones. Pero también fue ocasión de faustos. La villa, en 1828 «tiró la casa por la ventana» como vulgarmente se dice, para engalanar la villa y recibir la comitiva de una visita real, la de los reyes de España Fernando VII y su esposa María Amalia. También tenemos noticias que desde el 5 de marzo de 1889, el hospital que existía pasó a la Junta provincial de beneficencia y lo atendían las hermanas de la caridad.
Ya en la segunda década del siglo XX, nos encontramos con un pueblo ribero con 2700 habitantes, más que en la actualidad, eminentemente agrícola. Entre las diversas actividades que se realizaban en la villa, se encuentran: dos trujales para la oliva, varias bodegas, numerosos graneros, fábricas de chocolate, gaseosas, aguardiente, harina, ladrillo y teja; así como seis hornos para conocer pan. Entre los servicios contaba con dos escuelas de enseñanza elemental municipales y una privada, médico, practicante y veterinario. Había dos cafés-casino, caja rural, fonda y posada, así como servicio de auto-correo que unía Valtierra y Milagro.

## Demografía
Arguedas cuenta con una población de 2303 habitantes (INE 2024).
| Gráfica de evolución demográfica de Arguedas entre 1842 y 2021                                                      |
| |
| Población de derecho según los censos de población del INE Población de hecho según los censos de población del INE |

## Economía
Arguedas ha sido siempre una villa eminentemente agrícola y sus habitantes han vivido principalmente de los frutos de la tierra y del ganado. En 1951 se fundó la Cooperativa Agrícola de San Esteban que supuso un gran desarrollo económico para la Villa, y en 1970 se creó un Trujal Cooperativo.
Agricultura
La extensión cultivada se distribuye así: 1759 ha en regadío o campo, 1893 ha en secano y 4652 ha en Bardenas. Los cultivos con mayor extensión en regadío son: maíz con 704,46 ha, arroz con 387,13 ha, hortalizas con 362,66 ha, girasol 74,48 ha y trigo blanco con 64,07 ha. Los cultivos de secano son: cereal de secano con 1695,65 ha, viña secano con 2,77 ha, olivar secano 32,29 ha, almendro secano 55,19 ha y olivar secano con 3,10 ha.
Ganadería
Ovino con 8859 cabezas, caprino con 62 cabezas, porcino con 6162 cabezas, bovino bravo con 190 cabezas, bovino de cría y leche con 114 cabezas, caballar con 21 cabezas y aviar con 62 000 cabezas.
Industria
En los últimos años han aparecido nuevos sectores muy pujantes dentro de la economía de la villa: el polígono industrial de Arguedas, situado al noroeste de la localidad, tiene actualmente una superficie de 60 000 m² y en estos momentos se está tramitando su ampliación en 150 000 m².
Turismo
Es uno de los principales focos de atracción de turismo rural de Navarra, además en el término municipal está situado el parque de Sendaviva.

## Administración y política
| Periodo   | Nombre                          | Partido | Partido                                  |
| --------- | ------------------------------- | ------- | ---------------------------------------- |
| 1991-1995 | María Josefa Setas              |         | Partido Socialista de Navarra (PSN-PSOE) |
| 1995-2011 | José Antonio Rapún León         |         | Unión del Pueblo Navarro (UPN)           |
| 2011-2020 | Fernando José Mendoza Rodríguez |         | Partido Socialista de Navarra (PSN-PSOE) |
| 2020-2023 | José María Pardo Ayala          |         | Partido Socialista de Navarra (PSN-PSOE) |
| 2023-act. | José Luis Sanz Zubieta          |         | Unión del Pueblo Navarro (UPN)           |

| Partido político                           | 2019  | 2019       | 2015  | 2015       | 2011  | 2011       | 2007  | 2007       | 2003  | 2003       | 1999  | 1999       | 1995  | 1995       |
| Partido político                           | %     | Concejales | %     | Concejales | %     | Concejales | %     | Concejales | %     | Concejales | %     | Concejales | %     | Concejales |
| Partido Socialista de Navarra (PSN-PSOE)   | 60,93 | 7          | 64,35 | 7          | 54,68 | 6          | 35,03 | 4          | 32,21 | 3          | 33,71 | 4          | 28,06 | 3          |
| Navarra Suma (NA+)                         | 37,61 | 4          | —     | —          | —     | —          | —     | —          | —     | —          | —     | —          | —     | —          |
| Unión del Pueblo Navarro (UPN)             | —     | —          | 33,20 | 4          | 39,29 | 5          | 49,14 | 6          | 64,62 | 8          | 64,54 | 7          | 52,33 | 6          |
| Partido Popular (PP)                       | —     | —          | —     | —          | 3,95  | 0          | —     | —          | —     | —          | —     | —          | —     | —          |
| Grupo Independiente Arguedano (GIAR)       | —     | —          | —     | —          | —     | —          | 12,85 | 1          | —     | —          | —     | —          | —     | —          |
| Agrupación Independiente de Arguedas (AIA) | —     | —          | —     | —          | —     | —          | —     | —          | —     | —          | —     | —          | 18,02 | 2          |

## Cultura
Folclore navarro así como expresiones a la hora de hablar descendientes del antiguo romance navarro-aragonés (del que hoy queda como resto la fabla aragonesa en Huesca) dentro de las zonas lingüísticas de Navarra pertenece a la no vascofona, según la Ley Foral del Vascuence de 1987.
El pueblo contaba con anterioridad con una casa de okupas que realizaba actividades culturales, de tipo musical, teatral, etc. Esta se ubicaba en la antigua carretera nacional que va a Tudela.
Otra de las características peculiares de Arguedas es la abundancia del nombre María del Yugo, en honor a su patrona, la cual estuvo a punto de convertirse en la virgen de la Falange, y fue coronada en 2010.

### Patrimonio

#### Monumentos civiles
- Casa Consistorial (siglos XVI y XVIII), situada en la plaza de los Fueros.
- Palacio de los Bobadilla (siglo XVIII).
- Entre su patrimonio arquitectónico destacan como edificios civiles, la y la Casa Muruzábal; entre los religiosos la ermita del Yugo (siglo XVII), la iglesia parroquial de San Esteban y la ermita San Miguel (siglo XVI), que actualmente alberga el espacio cultural La Capilla; y el urbanismo tradicional de su parte vieja.

#### Monumentos religiosos
- Iglesia parroquial de San Esteban. Edificio gótico-renacentista de los siglos XVI y XVII. Su austeridad se compensa con la decoración de los marcos moldulados de las ventanas y de los arquillos. En la torre, destaca su doble coronamiento octogonal.
- Basílica de San Miguel (siglo XVI), que actualmente alberga el espacio cultural La Capilla, con cabecera pentagonal.
- Basílica de Nuestra Señora del Yugo, a escasos kilómetros de la villa, pero dentro de su término municipal, a la cual se dedican las fiestas y no son pocas las mujeres de la villa que llevan su nombre.

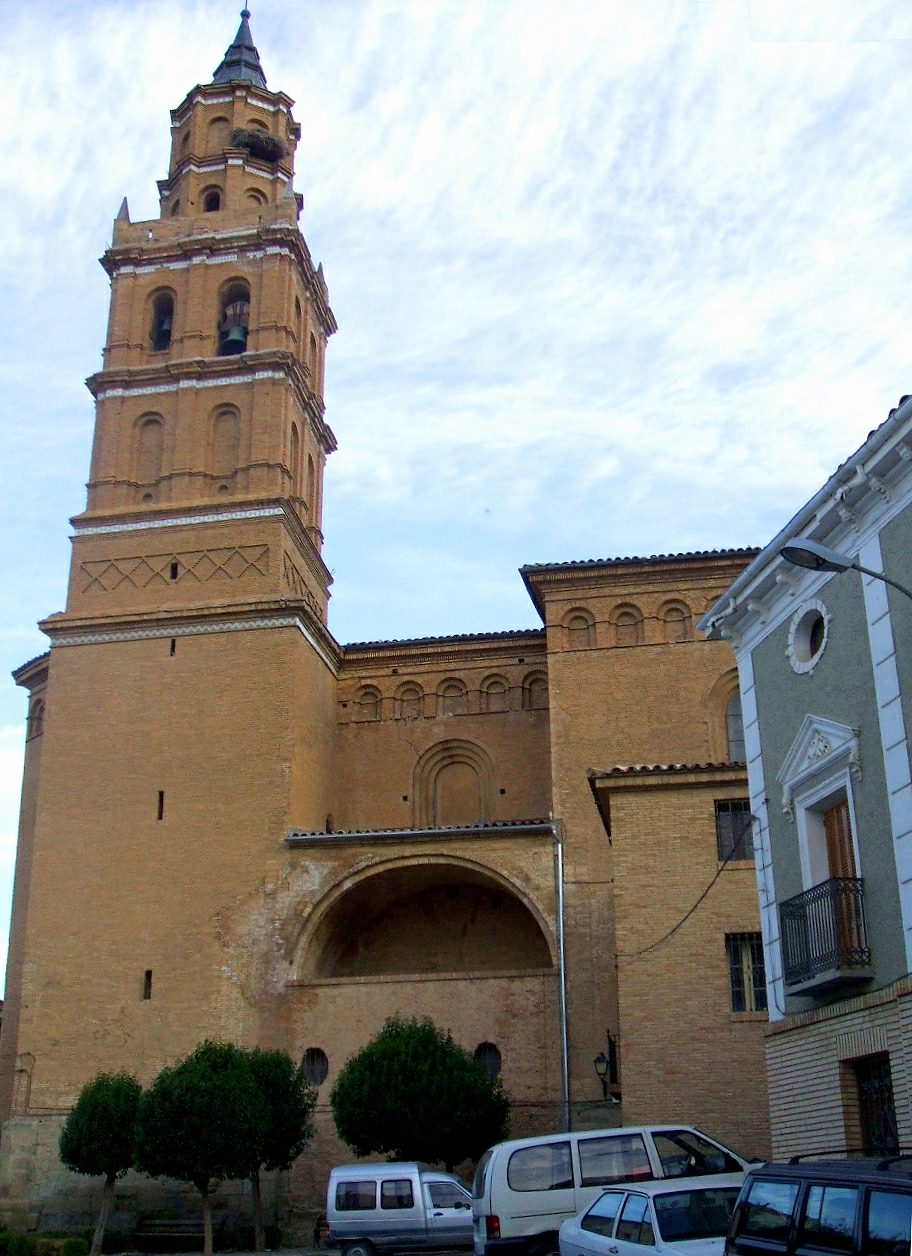
Iglesia parroquial de San Esteban
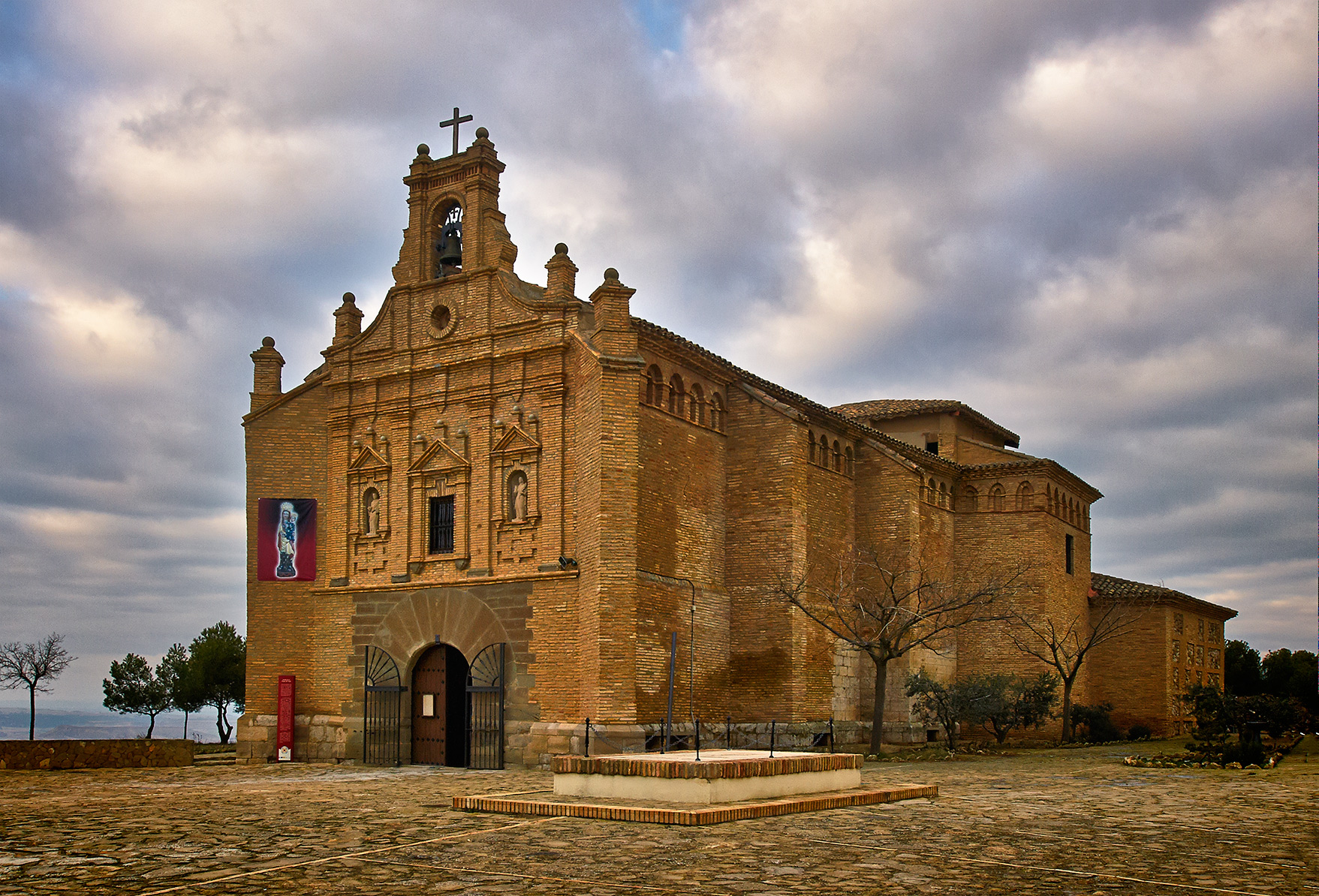
Ermita basílica de la Virgen del Yugo
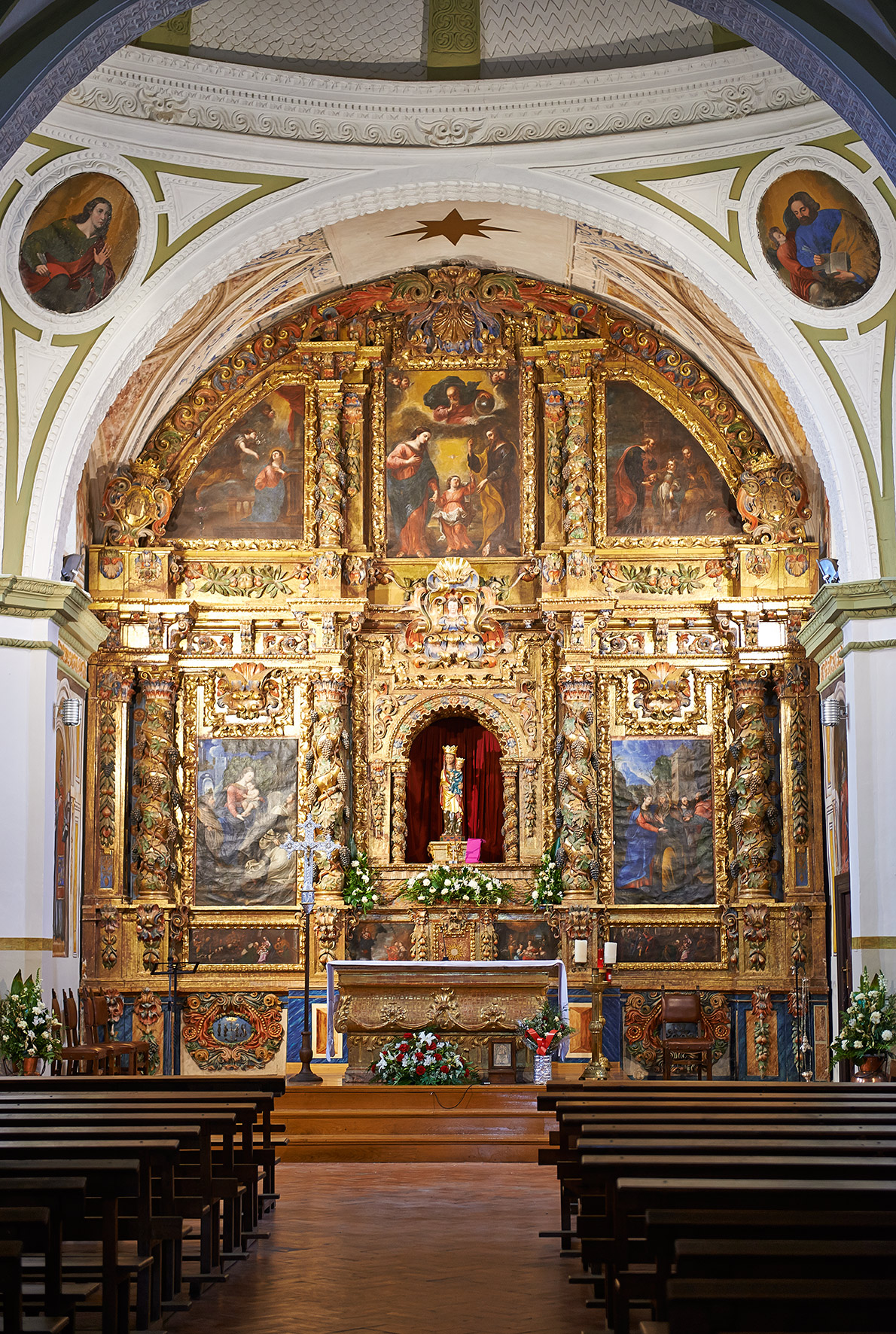
Altar barroco de la Ermita basílica de la Virgen del Yugo
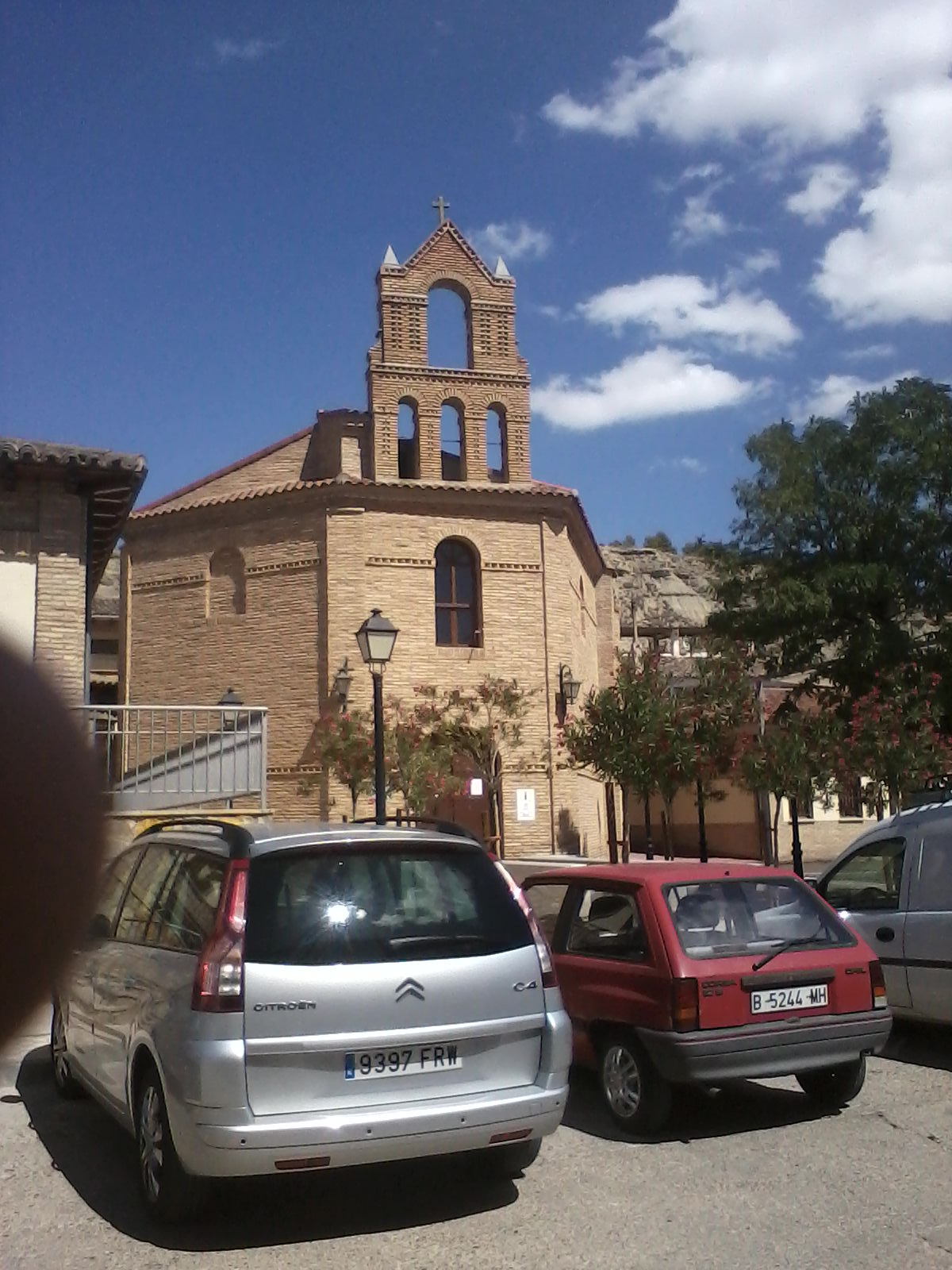
Edificio con campanario
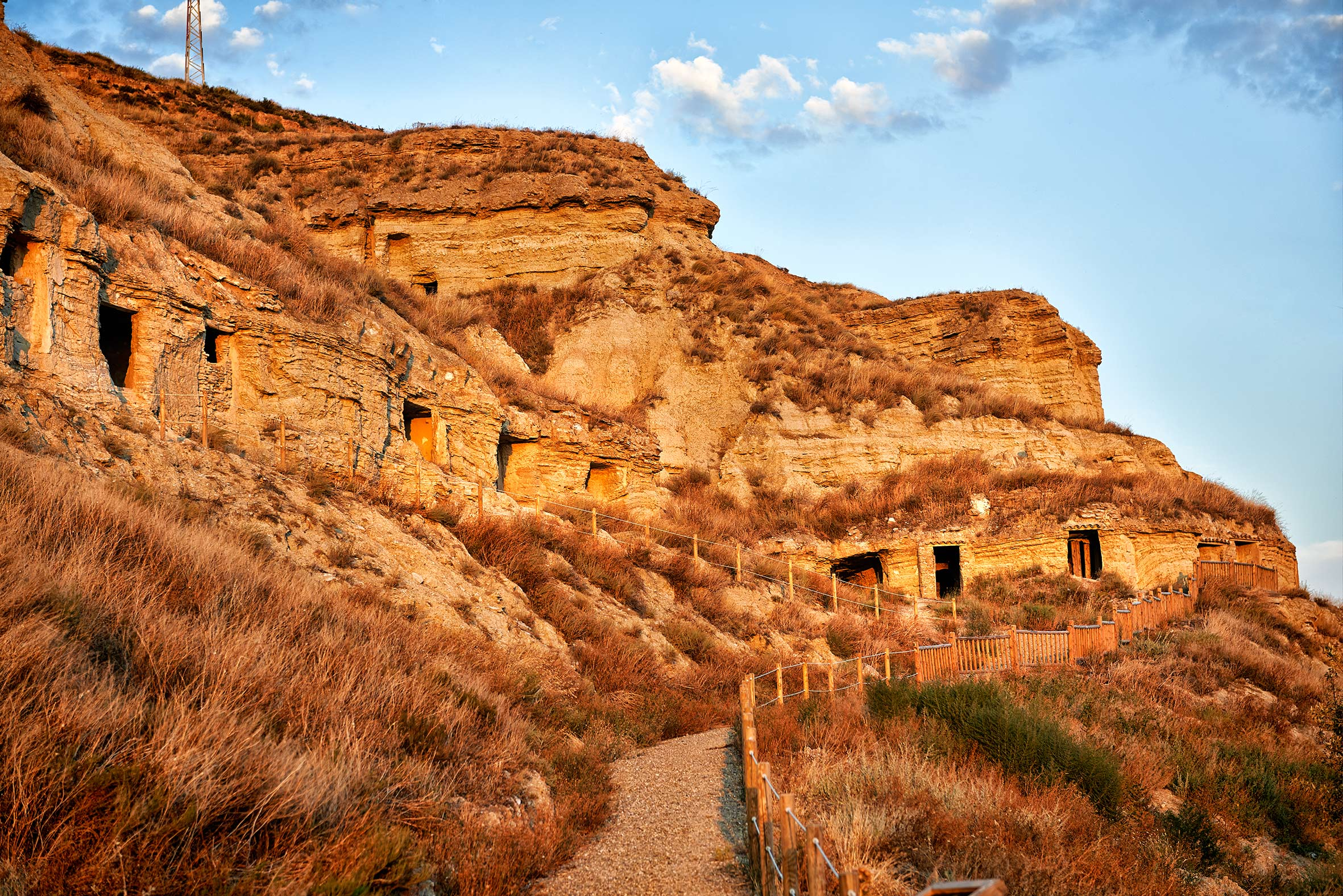
Cuevas antiguamente habitadas

### Educación
Colegio público Sancho Ramírez
Enseñanza infantil y primaria. Modelo G-PAI
Calle Tejerías 23 c.p. 31513 Arguedas (NAVARRA)
Teléfono: 948 84 46 01
Escuela infantil de 0 a 3 años
Calle de Raimundo Lanas, 2 c.p. 31513 Arguedas (NAVARRA)
Teléfono: 948 83 03 47

### Gastronomía
El plato más destacado de este pueblo son las gordillas o tripas de cordero, conejo y las migas del pastor, hechas con pan de pueblo cortado en sopas, como ingrediente esencial. No debemos olvidar el rancho, patatas conejo y caracol blanco y tampoco las costillas de cordero a la brasa.

### Deporte
El Club Deportivo Muskaria de fútbol, desapareció, tras un incidente entre un árbitro y un jugador del equipo que fue portada en la prensa nacional, hasta que en la temporada 2009/2010 volvió a reaparecer.
La localidad cuenta con un polideportivo, piscinas municipales, el campo de fútbol del Salobral y dos pistas de tenis. Una vez al año se celebra una carrera de bicicletas de montaña, la Extreme Bardenas en el parque natural de las Bardenas Reales, organizada por el Club Ciclista Arguedano, con la colaboración de empresas de toda la Comunidad foral, cuenta con gran apoyo popular.

### Ocio
El ocio de este pueblo se centra en sus bares.
Cuenta con un parque de atracciones llamado Senda viva donde se recrea le vida de las gentes de la Ribera hace un siglo.
Las Bardenas Reales, muy cercanas, son Reserva de la biosfera, se está hablando la posibilidad de proclamarlo parque nacional, en este se encuentra además un Polígono de tiro de la OTAN (en la que el 2/2/1975 se dio el fenómeno ovni más importante de España).

## Personas célebres
- Txumari Alfaro: experto en medicina natural y presentador de televisión en TVE e Intereconomía.
- Alfredo Floristán Samanes: fue profesor en la Universidad de Navarra y uno de los geógrafos más importantes en lo tocante a la Comunidad foral.[11]
- Casiano Floristán Samanes: teólogo, impulsor y primer presidente de la Asociación de Teólogos Juan XXIII.[12]
- Antonio Loperena Eseverri: Pintor, escultor, poeta.
- Ignacio de San Pablo (1588-1638), religioso trinitario, escritor y cronista.
- Ramón Zubieta y Les (1864-1921) religioso católico de la Orden de Predicadores y vicario apostólico de Puerto Maldonado Provincia eclesiástica situada en la selva amazónica del Perú región fronteriza con Brasil.[13]